# Saad Al-Bishi
Saad Shetwy Al-Bishi (arab. ‏سعد شتوي البيشي‎, ur. 13 stycznia 1953) – saudyjski sportowiec.
Brał udział w pchnięciu kulą na Letnich Igrzyskach Olimpijskich 1976.